# Copa do Brasil 2000
Der Copa do Brasil 2000 war die zwölfte Austragung dieses nationalen Fußball-Pokal-Wettbewerbs in Brasilien. Die Copa wurde vom Brasilianischen Sportverband, dem CBF, ausgerichtet. Der Pokalsieger war als Teilnehmer an der Copa Libertadores 2001 qualifiziert.

## Saisonverlauf
Der Wettbewerb startete am 9. März 2000 in seine Saison und endete am 9. Juli 2000. Am Ende der Saison errang der Cruzeiro EC aus Belo Horizonte den Titel zum dritten Mal. Torschützenkönig wurde Oseas vom Pokalsieger mit 10 Treffern.
Höchste Siege
- Interporto FC – EC Bahia: 0:8 (15. März 2000 – Vorrunde Hinspiel)

## Teilnehmer
Teilnehmer waren die Sieger der Staatsmeisterschaften 1999 und teilweise die Vize-Meister. Des Weiteren kam eine vom Verband bestimmte Auswahl von Mannschaften hinzu. Im Vergleich zur Vorsaison wurde das Teilnehmerfeld von 64 auf 69 angehoben.
Die Teilnehmer an der Copa Libertadores (Atlético Mineiro, Athletico Paranaense, Corinthians, Juventude und Palmeiras) traten erst nach der dritten Runde in den Wettbewerb ein.
| Bundesstaat         | Klub                               | Qualifizierung                    |
| ------------------- | ---------------------------------- | --------------------------------- |
| Acre                | AD Vasco da Gama                   | Staatsmeister 1999                |
| Acre                | Independência FC                   | Vize-Staatsmeister 1999           |
| Alagoas             | CS Alagoano                        | Staatsmeister 1999                |
| Alagoas             | Clube de Regatas Brasil            | Einladung des CBF                 |
| Amapá               | Ypiranga Clube                     | Staatsmeister 1999                |
| Amapá               | Santos FC (AP)                     | Einladung des CBF                 |
| Amazonas            | São Raimundo EC (AM)               | Staatsmeister 1999                |
| Amazonas            | Atlético Rio Negro Clube           | Vize-Staatsmeister 1999           |
| Amazonas            | Nacional FC (AM)                   | Einladung des CBF                 |
| Bahia               | EC Vitória                         | Staatsmeister 1999 (geteilt)      |
| Bahia               | EC Bahia                           | Staatsmeister 1999 (geteilt)      |
| Bahia               | EC Poções                          | Vize-Staatsmeister 1999           |
| Brasília            | SE Gama                            | Staatsmeister 1999                |
| Brasília            | EC Dom Pedro Bandeirante           | Einladung des CBF                 |
| Ceará               | Ceará SC                           | Staatsmeister 1999                |
| Ceará               | Fortaleza EC                       | Einladung des CBF                 |
| Espírito Santo      | SD Serra FC                        | Staatsmeister 1999                |
| Espírito Santo      | Rio Branco AC                      | Einladung des CBF                 |
| Goiás               | Goiás EC                           | Staatsmeister 1999                |
| Goiás               | Vila Nova FC                       | Vize-Staatsmeister 1999           |
| Maranhão            | Maranhão AC                        | Staatsmeister 1999                |
| Maranhão            | Sampaio Corrêa FC                  | Vize-Staatsmeister 1999           |
| Mato Grosso         | Sinop FC                           | Staatsmeister 1999                |
| Mato Grosso         | União EC                           | Einladung des CBF                 |
| Mato Grosso do Sul  | Ubiratan EC                        | Staatsmeister 1999                |
| Mato Grosso do Sul  | EC Comercial (MS)                  | Vize-Staatsmeister 1999           |
| Minas Gerais        | Atlético Mineiro                   | Staatsmeister 1999                |
| Minas Gerais        | América Mineiro                    | Vize-Staatsmeister 1999           |
| Minas Gerais        | Cruzeiro EC                        | Einladung des CBF                 |
| Minas Gerais        | UR Trabalhadores                   | Einladung des CBF                 |
| Pará                | Clube do Remo                      | Staatsmeister 1999                |
| Pará                | Paysandu SC                        | Vize-Staatsmeister 1999           |
| Paraíba             | Botafogo FC (PB)                   | Staatsmeister 1999                |
| Paraíba             | FC Treze                           | Vize-Staatsmeister 1999           |
| Paraná              | Coritiba FC                        | Staatsmeister 1999                |
| Paraná              | Paraná Clube                       | Vize-Staatsmeister 1999           |
| Paraná              | Athletico Paranaense               | Einladung des CBF                 |
| Pernambuco          | Sport Recife                       | Staatsmeister 1999                |
| Pernambuco          | Santa Cruz FC                      | Vize-Staatsmeister 1999           |
| Pernambuco          | Náutico Capibaribe                 | Einladung des CBF                 |
| Piauí               | Ríver AC                           | Staatsmeister 1999                |
| Piauí               | 4 de Julho EC                      | Vize-Staatsmeister 1999           |
| Rio de Janeiro      | CR Flamengo                        | Staatsmeister 1999                |
| Rio de Janeiro      | CR Vasco da Gama                   | Vize-Staatsmeister 1999           |
| Rio de Janeiro      | Fluminense FC                      | Staatsmeisterschafts-Dritter 1999 |
| Rio de Janeiro      | Botafogo FR                        | Einladung des CBF                 |
| Rio de Janeiro      | Americano FC (RJ)                  | Einladung des CBF                 |
| Rio Grande do Norte | ABC Natal                          | Staatsmeister 1999                |
| Rio Grande do Norte | América FC (RN)                    | Vize-Staatsmeister 1999           |
| Rio Grande do Sul   | Grêmio FBPA                        | Staatsmeister 1999                |
| Rio Grande do Sul   | SC Internacional                   | Vize-Staatsmeister 1999           |
| Rio Grande do Sul   | EC Juventude                       | Staatsmeisterschafts-Dritter 1999 |
| Rio Grande do Sul   | SER Caxias do Sul                  | Einladung des CBF                 |
| Rondônia            | Ji-Paraná FC                       | Staatsmeister 1999                |
| Rondônia            | Associação Pinheiros FC            | Vize-Staatsmeister 1999           |
| Roraima             | Baré EC                            | Staatsmeister 1999                |
| Santa Catarina      | Figueirense FC                     | Staatsmeister 1999                |
| Santa Catarina      | Avaí FC                            | Vize-Staatsmeister 1999           |
| São Paulo           | SC Corinthians                     | Staatsmeister 1999                |
| São Paulo           | SE Palmeiras                       | Vize-Staatsmeister 1999           |
| São Paulo           | FC São Paulo                       | Staatsmeisterschafts Dritter 1999 |
| São Paulo           | FC Santos                          | Staatsmeisterschafts Vierter 1999 |
| São Paulo           | Associação Portuguesa de Desportos | Einladung des CBF                 |
| São Paulo           | Guarani FC                         | Einladung des CBF                 |
| São Paulo           | AA Ponte Preta                     | Einladung des CBF                 |
| São Paulo           | Botafogo FC (SP)                   | Einladung des CBF                 |
| Sergipe             | CS Sergipe                         | Staatsmeister 1999                |
| Sergipe             | AD Confiança                       | Einladung des CBF                 |
| Tocantins           | Interporto FC                      | Staatsmeister 1999                |

## Modus
Der Modus bestand aus einem K.-o.-System. In den ersten beiden Runden bestand die Regelung, dass wenn eine Mannschaft in einem Auswärts-Hinspiel mit mindestens zwei Toren unterschied gewinnt, es kein Rückspiel gibt.
Es zählte nach Hin- und Rückspiel nur die Anzahl der Siege. Ergab dieses keinen Sieger, zählte das Torverhältnis. Bei Gleichheit wurde die Auswärtstorregel angewandt. Stand nach heranziehen dieser kein Sieger fest, wurde dieser im Elfmeterschießen ermittelt.

## 1. Runde
|                          | Gesamt          |                          | Hinspiel | Rückspiel |
| ------------------------ | --------------- | ------------------------ | -------- | --------- |
| Ypiranga Clube           | 1:3             | São Raimundo             | 0:0      | 1:3       |
| Independência FC         | 2:5             | Baré EC                  | 1:0      | 1:1       |
| Interporto FC            | 0:8             | EC Bahia                 | 0:8      | -         |
| Ji-Paraná FC             | 4:2             | AD Vasco da Gama         | 2:1      | 2:1       |
| Americano FC (RJ)        | 2:3             | Paraná Clube             | 1:1      | 1:2       |
| Cruzeiro EC              | 5:2             | SE Gama                  | 1:1      | 4:1       |
| Avaí FC                  | 2:4             | SER Caxias do Sul        | 1:1      | 1:3       |
| CS Sergipe               | 3:2             | Vila Nova FC             | 3:2      | 0:0       |
| Pinheiros FC             | 0:2             | EC Vitória               | 0:2      | -         |
| ABC Natal                | 3:1             | FC Treze                 | 1:0      | 2:1       |
| AD Confiança             | 0:5             | Goiás EC                 | 0:1      | 0:4       |
| Náutico Capibaribe       | 3:1             | CS Alagoano              | 2:1      | 1:0       |
| Ceará SC                 | 1:1             | Sampaio Corrêa FC        | 0:0      | 1:1       |
| América FC (RN)          | 1:1 (4:2 i. E.) | Sport Recife             | 0:1      | 1:0       |
| Santos FC (AP)           | 0:4             | Clube do Remo            | 0:0      | 0:6       |
| Nacional FC (AM)         | 2:2 (4:2 i. E.) | Atlético Rio Negro Clube | 1:1      | 1:1       |
| 4 de Julho Esporte Clube | 3:4             | Fortaleza EC             | 2:1      | 1:3       |
| Maranhão AC              | 2:1             | Paysandu SC              | 1:0      | 1:1       |
| UR Trabalhadores         | 1:3             | Fluminense FC            | 1:1      | 0:2       |
| Santa Cruz FC            | 2:1             | CR Brasil                | 1:0      | 1:1       |

## 2. Runde
|                    | Gesamt          |                   | Hinspiel | Rückspiel |
| ------------------ | --------------- | ----------------- | -------- | --------- |
| Ríver AC           | 1:2             | CR Flamengo       | 1:1      | 0:1       |
| Figueirense FC     | 1:4             | Guarani FC        | 1:1      | 0:3       |
| Botafogo FC (PB)   | 1:3             | Vasco             | 1:3      | -         |
| Dom Pedro          | 1:6             | AA Ponte Preta    | 1:2      | 0:4       |
| EC Comercial (MS)  | 2:4             | FC São Paulo      | 2:1      | 0:3       |
| Ubiratan EC        | 1:6             | Sinop FC          | 1:1      | 0:5       |
| América Mineiro    | 5:6             | Portuguesa        | 3:2      | 2:4       |
| União EC           | 0:4             | Grêmio FBPA       | 0:4      | -         |
| EC Poções          | 1:5             | Coritiba FC       | 1:5      | -         |
| SD Serra FC        | 0:3             | FC Santos         | 0:3      | -         |
| Botafogo FC (SP)   | 2:4             | SC Internacional  | 2:1      | 0:3       |
| Rio Branco AC      | 1:5             | Botafogo FR       | 1:1      | 0:5       |
| Independência FC   | 2:7             | São Raimundo      | 1:1      | 1:6       |
| Ji-Paraná FC       | 1:5             | EC Bahia          | 1:0      | 0:5       |
| Maranhão AC        | 2:1             | Fortaleza EC      | 2:1      | 0:0       |
| Santa Cruz FC      | 3:4             | Fluminense FC     | 1:1      | 2:3       |
| Nacional FC (AM)   | 4:4             | Clube do Remo     | 3:2      | 1:2       |
| América FC (RN)    | 4:3             | Sampaio Corrêa FC | 2:1      | 2:2       |
| ABC Natal          | 3:1             | EC Vitória        | 1:0      | 2:1       |
| Náutico Capibaribe | 2:2 (4:5 i. E.) | Goiás EC          | 1:1      | 1:1       |
| SER Caxias do Sul  | 2:2             | CS Sergipe        | 1:0      | 1:2       |
| Paraná Clube       | 0:2             | Cruzeiro EC       | 0:2      | -         |

## 3. Runde
Die Regelung aus den ersten beiden Runden, dass wenn eine Mannschaft in einem Auswärts-Hinspiel mit mindestens zwei Toren unterschied gewinnt, es kein Rückspiel gibt, bestand ab der dritten Runde nicht mehr.
|                   | Gesamt          |                 | Hinspiel | Rückspiel |
| ----------------- | --------------- | --------------- | -------- | --------- |
| Guarani FC        | 3:5             | CR Flamengo     | 0:2      | 3:3       |
| Vasco             | 2:1             | AA Ponte Preta  | 1:1      | 1:0       |
| Sinop FC          | 0:6             | FC São Paulo    | 0:2      | 0:6       |
| EC Bahia          | 6:3             | São Raimundo    | 5:0      | 1:3       |
| Maranhão AC       | 1:7             | Fluminense FC   | 1:1      | 0:6       |
| Clube do Remo     | 4:6             | América FC (RN) | 2:0      | 2:6       |
| ABC Natal         | 2:2 (4:3 i. E.) | Goiás EC        | 1:1      | 1:1       |
| SER Caxias do Sul | 2:9             | Cruzeiro EC     | 1:3      | 1:6       |
| Portuguesa        | 4:1             | Grêmio FBPA     | 0:0      | 4:1       |
| Coritiba FC       | 1:2             | FC Santos       | 0:1      | 1:1       |
| SC Internacional  | 3:3             | Botafogo FR     | 2:2      | 1:1       |

## Turnierplan
|  | Achtelfinale         | Achtelfinale     | Achtelfinale |               |   | Viertelfinale | Viertelfinale | Viertelfinale |  |  | Halbfinale | Halbfinale | Halbfinale |  |  | Finale | Finale | Finale |
|  |                      |                  |              |               |   |               |               |               |  |  |            |            |            |  |  |        |        |        |
|  | Botafogo FR          | 1                | 2            |               |   |               |               |               |  |  |            |            |            |  |  |        |        |        |
|  | SC Corinthians       | 0                | 1            |               |   |               |               |               |  |  |            |            |            |  |  |        |        |        |
|  | SC Corinthians       | 0                | 1            | Botafogo FR   | 2 | 0             |               |               |  |  |            |            |            |  |  |        |        |        |
|  |                      |                  |              | Botafogo FR   | 2 | 0             |               |               |  |  |            |            |            |  |  |        |        |        |
|  |                      | Cruzeiro EC      | 3            | 0             |   |               |               |               |  |  |            |            |            |  |  |        |        |        |
|  | Cruzeiro EC          | Cruzeiro EC      | 3            | 0             | 2 | 2             |               |               |  |  |            |            |            |  |  |        |        |        |
|  | Cruzeiro EC          |                  |              |               | 2 | 2             |               |               |  |  |            |            |            |  |  |        |        |        |
|  | Athletico Paranaense | 1                | 2            |               |   |               |               |               |  |  |            |            |            |  |  |        |        |        |
|  | Athletico Paranaense | 1                | 2            | Cruzeiro EC   | 2 | 2             |               |               |  |  |            |            |            |  |  |        |        |        |
|  |                      |                  |              |               |   |               |               |               |  |  |            |            |            |  |  |        |        |        |
|  |                      | FC Santos        | 0            | 2             |   |               |               |               |  |  |            |            |            |  |  |        |        |        |
|  | EC Bahia             | FC Santos        | 0            | 2             | 1 | 1             |               |               |  |  |            |            |            |  |  |        |        |        |
|  | EC Bahia             |                  |              |               | 1 | 1             |               |               |  |  |            |            |            |  |  |        |        |        |
|  | CR Flamengo          | 3                | 1            |               |   |               |               |               |  |  |            |            |            |  |  |        |        |        |
|  | CR Flamengo          | 3                | 1            | CR Flamengo   | 0 | 2             |               |               |  |  |            |            |            |  |  |        |        |        |
|  |                      |                  |              | CR Flamengo   | 0 | 2             |               |               |  |  |            |            |            |  |  |        |        |        |
|  |                      | FC Santos        | 4            | 4             |   |               |               |               |  |  |            |            |            |  |  |        |        |        |
|  | EC Juventude         | FC Santos        | 4            | 4             | 1 | 0             |               |               |  |  |            |            |            |  |  |        |        |        |
|  | EC Juventude         |                  |              |               | 1 | 0             |               |               |  |  |            |            |            |  |  |        |        |        |
|  | FC Santos            | 3                | 3            |               |   |               |               |               |  |  |            |            |            |  |  |        |        |        |
|  | FC Santos            | 3                | 3            | FC São Paulo  | 0 | 1             |               |               |  |  |            |            |            |  |  |        |        |        |
|  |                      |                  |              |               |   |               |               |               |  |  |            |            |            |  |  |        |        |        |
|  |                      | Cruzeiro EC      | 0            | 2             |   |               |               |               |  |  |            |            |            |  |  |        |        |        |
|  | ABC Natal            | Cruzeiro EC      | 0            | 2             | 3 | 1             |               |               |  |  |            |            |            |  |  |        |        |        |
|  | ABC Natal            |                  |              |               | 3 | 1             |               |               |  |  |            |            |            |  |  |        |        |        |
|  | SE Palmeiras         | 3                | 1            |               |   |               |               |               |  |  |            |            |            |  |  |        |        |        |
|  | SE Palmeiras         | 3                | 1            | SE Palmeiras  | 1 | 2             |               |               |  |  |            |            |            |  |  |        |        |        |
|  |                      |                  |              | SE Palmeiras  | 1 | 2             |               |               |  |  |            |            |            |  |  |        |        |        |
|  |                      | FC São Paulo     | 2            | 3             |   |               |               |               |  |  |            |            |            |  |  |        |        |        |
|  | América FC (RN)      | FC São Paulo     | 2            | 3             | 1 | 2             |               |               |  |  |            |            |            |  |  |        |        |        |
|  | América FC (RN)      |                  |              |               | 1 | 2             |               |               |  |  |            |            |            |  |  |        |        |        |
|  | FC São Paulo         | 3                | 3            |               |   |               |               |               |  |  |            |            |            |  |  |        |        |        |
|  | FC São Paulo         | 3                | 3            | FC São Paulo  | 3 | 3             |               |               |  |  |            |            |            |  |  |        |        |        |
|  |                      |                  |              |               |   |               |               |               |  |  |            |            |            |  |  |        |        |        |
|  |                      | Atlético Mineiro | 0            | 3             |   |               |               |               |  |  |            |            |            |  |  |        |        |        |
|  | Fluminense FC        | Atlético Mineiro | 0            | 3             | 1 | 2             |               |               |  |  |            |            |            |  |  |        |        |        |
|  | Fluminense FC        |                  |              |               | 1 | 2             |               |               |  |  |            |            |            |  |  |        |        |        |
|  | Vasco                | 1                | 2            |               |   |               |               |               |  |  |            |            |            |  |  |        |        |        |
|  | Vasco                | 1                | 2            | Fluminense FC | 3 | 2             |               |               |  |  |            |            |            |  |  |        |        |        |
|  |                      |                  |              | Fluminense FC | 3 | 2             |               |               |  |  |            |            |            |  |  |        |        |        |
|  |                      | Atlético Mineiro | 3            | 2             |   |               |               |               |  |  |            |            |            |  |  |        |        |        |
|  | Portuguesa           | Atlético Mineiro | 3            | 2             | 0 | 0 (1)         |               |               |  |  |            |            |            |  |  |        |        |        |
|  | Portuguesa           |                  |              |               | 0 | 0 (1)         |               |               |  |  |            |            |            |  |  |        |        |        |
|  | Atlético Mineiro     | 0                | 0 (4)        |               |   |               |               |               |  |  |            |            |            |  |  |        |        |        |

## Finalspiele

### Hinspiel
| FC São Paulo                                   | FC São Paulo | Cruzeiro EC | Cruzeiro EC |
| ---------------------------------------------- | --- | --- | ----------- |
| FC São Paulo                                   | \| 5. Juli 2000 in São Paulo (Estádio do Morumbi) \| \| Ergebnis: 0:0 \| \| Zuschauer: 52.472 \| \| Schiedsrichter: Antônio Pereira da Silva \|                                                                | \| 5. Juli 2000 in São Paulo (Estádio do Morumbi) \| \| Ergebnis: 0:0 \| \| Zuschauer: 52.472 \| \| Schiedsrichter: Antônio Pereira da Silva \|                                            | Cruzeiro EC |
| FC São Paulo                                   | Rogério Ceni, Juliano Belletti, Edmílson, Rogério Pinheiro, Fábio Aurélio, Alexandre Rotweiller (Fabiano), Claudio Maldonado, Raí, Marcelinho, Sandro Hiroshi (Carlos Miguel), França Cheftrainer: Levir Culpi | André Döring, Rodrigo, Cris, Cléber, Sorin (Alonso), Marcos Paulo, Ricardinho, Donizete Oliveira, Jackson (Alexander Viveros), Oseas, Geovanni (Müller) Cheftrainer: Marco Aurélio Moreira | Cruzeiro EC |
| FC São Paulo                                   | Belletti, Rotweiller, Maldonado | Ricardinho, Marcos Paulo | Cruzeiro EC |
| 5. Juli 2000 in São Paulo (Estádio do Morumbi) | | |             |
| Ergebnis: 0:0                                  | | |             |
| Zuschauer: 52.472                              | | |             |
| Schiedsrichter: Antônio Pereira da Silva       | | |             |

### Rückspiel
| Cruzeiro EC                                                         | Cruzeiro EC | FC São Paulo | FC São Paulo |
| ------------------------------------------------------------------- | --- | --- | ------------ |
| Cruzeiro EC                                                         | \| 9. Juli 2000 in Belo Horizonte (Estádio Governador Magalhães Pinto) \| \| Ergebnis: 2:0 (0:0) \| \| Zuschauer: 85.841 \| \| Schiedsrichter: Carlos Simon \|                                   | \| 9. Juli 2000 in Belo Horizonte (Estádio Governador Magalhães Pinto) \| \| Ergebnis: 2:0 (0:0) \| \| Zuschauer: 85.841 \| \| Schiedsrichter: Carlos Simon \|                                             | FC São Paulo |
| Cruzeiro EC                                                         | André Döring, Rodrigo (Fábio Júnior), Cris, Cléber, Sorin (Alexander Viveros), Ricardinho, Donizete Oliveira, Marcos Paulo, Jackson (Müller), Oseas, Geovanni Cheftrainer: Marco Aurélio Moreira | Rogério Ceni, Juliano Belletti, Edmílson, Rogério Pinheiro, Fábio Aurélio, Alexandre Rotweiller (Axel), Claudio Maldonado, Raí, Marcelinho, Edu (Fabiano), França (Carlos Miguel) Cheftrainer: Levir Culpi | FC São Paulo |
| Cruzeiro EC                                                         | 1:0 Fábio Júnior (80.) 2:0 Geovanni (90.) | | FC São Paulo |
| Cruzeiro EC                                                         | Cléber, Sorin, Oseas | Belletti, Maldonado, Raí | FC São Paulo |
| Cruzeiro EC                                                         | Rogério Pinheiro (89.) | | FC São Paulo |
| 9. Juli 2000 in Belo Horizonte (Estádio Governador Magalhães Pinto) | | |              |
| Ergebnis: 2:0 (0:0)                                                 | | |              |
| Zuschauer: 85.841                                                   | | |              |
| Schiedsrichter: Carlos Simon                                        | | |              |

## Die Meistermannschaft
| 3. | Cruzeiro EC |
|    | - Tor: André Döring, Fábio, Fernando Leal, Glaysson, Fabiano - Abwehr: Alonso, Luisão, Isaías, Cris, Sorin, Alexandre, Marcelo Djian, Rodrigo, Cléber - Mittelfeld: Leandro Gaviolle, Léo Medeiros, Mancuso, Âle, Alexander Viveros, Jardel, Ricardinho, Zé Maria, Wendel, Paulo Isidoro, Joélson, Cléber Monteiro, Ernani Pereira, Donizete Oliveira, Jackson, Marcos Paulo - Angriff: Alex Mineiro, Müller, Geovanni, Christian Carvalho, Fábio Júnior, Oseas |

## Torschützenliste
| Pl. | Nat.        | Spieler      | Verein        | Tore    |
| --- | ----------- | ------------ | ------------- | ------- |
| 1   | Brasilianer | Oseas        | Cruzeiro      | 10 Tore |
| 2   | Brasilianer | Robinho      | Clube do Remo | 7 Tore  |
| 3   | Brasilianer | Agnaldo      | Fluminense    | 6 Tore  |
| 3   | Brasilianer | Dodô         | Santos        | 6 Tore  |
| 3   | Brasilianer | Fábio Júnior | Cruzeiro      | 6 Tore  |
| 3   | Brasilianer | Leandro      | ABC Natal     | 6 Tore  |